# Johannes Larsen
 For alternative betydninger, se Johannes Larsen (flertydig). (Se også artikler, som begynder med Johannes Larsen)
Johannes Larsen (født 27. december 1867 i Kerteminde, død 20. december 1961 sammesteds) var dansk maler. 
Han er særlig kendt for at være fuglemaler. Senere fik han opgaver til at illustrere bøger og male store malerier til offentlige bygninger, 

## Liv
Faderen var købmand, og Johannes voksede op i et kunstinteresseret miljø på faderens købmandsgård i Kerteminde, hvor han havde tætte forbindelser til billedkunstnere som Hans Smidth, Theodor Philipsen samt sin morbror Christian Eckardt.
Johannes Larsen blev som en række andre fynske malere uddannet på Zahrtmanns Skole. 
Den 4. juni 1898 blev han gift med maleren Alhed Maria Warberg (kendt som kunstner under navnet Alhed Larsen).
Lige fra ungdomstiden har naturen været en vigtig faktor i hans liv og kunst. Efter århundredskiftet lærte han sig raderingens, litografiets og træsnittets teknik.
I årene 1901-02 byggede kunstnerparret deres hjem på Møllebakken i Kerteminde. Udover at udgøre en malerisk ramme om familiens liv blev huset et kunstnerisk fristed og mødested for en lang række malere, forfattere og billedhuggere, og det var med til at sætte et markant præg på kunst- og kulturlivet i Danmark gennem en længere periode. Blandt kredsen af de mange malere, der havde forbindelse med Johannes Larsen,  kan nævnes Fritz Syberg, Peter Hansen og Sigurd Swane. Huset og de tilstødende bygninger er i dag indrettet som museum under navnet Johannes Larsen Museet.
Fra 1921 til 1924 besøgte Achton Friis og Johannes Larsen med båden Rylen en lang række danske øer. De tegnede, skrev og fotograferede alle steder og resultatet blev bogværkerne De Danskes Øer 1926-1928, De Jyders Land 1932-1934 og Danmarks Store Øer 1936-1937.
I sommeren 1925 foretog han sammen med bl.a. Eiler Lehn Schiøler, og  Finn Salomonsen en tur til Grønland for at lave illustrationer til Schiølers bogværk om Danmarks fugle.
Johannes Larsen lod sig ofte inspirere af Fyns Hoved og Hindsholms natur med det særlige lys og dets krogede holme, drag og odder. Han  opholdt sig ved flere lejligheder i Nymindegab og ved Fiilsø i Vestjylland. Han har udført flere malerier af fuglelivet ved Fiilsø. En del af disse værker hænger i dag på Nymindegab Museum, der er en del af Museet for Varde By og Omegn.

## Priser og udmærkelser
Han blev æresborger i Kerteminde i 1947, æresmedlem af Svendborg Amts Kunstforening, Fyens Stifts Kunstforening, Den fynske Forårsudstilling, Maribo Amts Kunstforening, Grafisk Kunstnersamfund, Danske Bladtegnere, Museumsforeningen for Kerteminde og Omegn, Jagtselskabet Fiilsø og Dansk Havjagtforening, var medlem af bestyrelsen for Faaborg Museum, formand for bestyrelsen for museet i Kerteminde samt medlem af det kgl. svenske Kunstakademi i Stockholm. Tildelt Thorvaldsen Medaillen i 1941 og Winkel og Magnussens Æreslegat i 1953. 1960 blev han udnævnt til æresmedlem af Danmarks Naturfredningsforening samt formand for Naturfonden til Beskyttelse af Danske Naturværdier.
- Alhed og Johannes Larsen (Fritz Syberg)
- Johannes Larsens hjem fra 1901-61
- Johannes Larsen, Lærketrækket